# 대구동곡초등학교
대구동곡초등학교(大邱桐谷初等學校)는 대한민국 대구광역시 달성군에 있는 공립 초등학교이다.

## 역사
- 1940-08-20 동곡국민학교 간이학교 인가
- 1943-04-26 동곡국민학교 개교
- 1949-07-21 제1회 졸업식(졸업생 21명)
- 1981-03-01 동곡초등학교 병설 유치원 개원
- 1990-06-20 농촌형 급식학교 지정
- 1996-03-01 대구동곡초등학교로 교명 변경
- 2001-01-19 학교도서실 전산화
- 2002-10-13 총동창회 창립 총회
- 2007-03-01 병설유치원 종일반 신설
- 2008-03-01 특수학급 개설, 교원능력개발평가 선도학교 지정.운영
- 2009-03-16 7학급 편성(특수학급포함), 디지털 교과서 연구학교 지정
- 2011-02-15 제63회 졸업(졸업생 3,433명)
- 2011-03-01 엄마품온종일돌봄교실, 농어촌연중돌봄학교(농어촌전원학교) 지정
- 2011-03-01 2011 토요휴업일프로그램운영중점학교 지정
- 2011-09-01 교원업무경감 시범운영학교 지정
- 2011-12-01 학력향상형 창의경영학교 우수교 선정(2011. 국가수준학업성취도평가결과 보통이상학력 100%달성)
- 2012-02-16 제64회 졸업(졸업생 3,443명)
- 2013-02-14 제65회 졸업(졸업생 3,450명)
- 2013-03-01 제26대 신경식 교장부임
- 2014-02-14 제66회 졸업(졸업생 3,456명)
- 2015-02-17 제67회 졸업(졸업생 3,461명)
- 2015-03-01 스마트교육 정책연구학교 지정